# Supercoppa dei Paesi Bassi 2006
La Supercoppa dei Paesi Bassi 2006 (ufficialmente Johan Cruijff Schaal XI) è stata la diciassettesima edizione della Johan Cruijff Schaal.
Si è svolta il 13 agosto 2006 all'Amsterdam ArenA tra il PSV Eindhoven, vincitore della Eredivisie 2005-2006, e l'Ajax, vincitore della KNVB beker 2005-2006.
A conquistare il titolo è stato l'Ajax che ha vinto per 3-1 con reti di Mauro Rosales, Kenneth Perez e Wesley Sneijder.

## Partecipanti
| Squadre | Qualificazione                       | Partecipazioni precedenti (il grassetto indica la vittoria)     |
| ------- | ------------------------------------ | --------------------------------------------------------------- |
| PSV     | Vincitore della Eredivisie 2005-2006 | 10 (1991, 1992, 1996, 1997, 1998, 2000, 2001, 2002, 2003, 2005) |
| Ajax    | Vincitore della KNVB beker 2005-2006 | 9 (1993, 1994, 1995, 1996, 1998, 1999, 2002, 2004, 2005)        |

## Tabellino
| Arbitro: | Temmink |

|                                   |           |          |
| Rosales 7’ Perez 69’ Sneijder 81’ | Marcatori | 48’ Cocu |

| Ajax | PSV Eindhoven |

### Formazioni
| Ajax:           |    |                      |     |     |
|                 |    |                      |     |     |
| P               | 1  | Maarten Stekelenburg |     |     |
| D               | 20 | George Ogăraru       |     | 46’ |
| D               | 3  | Jaap Stam (c)        |     |     |
| D               | 4  | Thomas Vermaelen     |     |     |
| D               | 5  | Urby Emanuelson      |     |     |
| C               | 10 | Wesley Sneijder      |     |     |
| C               | 33 | Robbert Schilder     |     | 46’ |
| C               | 7  | Mauro Rosales        |     |     |
| C               | 18 | Gabri                |     |     |
| A               | 19 | Markus Rosenberg     |     |     |
| A               | 8  | Ryan Babel           |     | 68’ |
| A disposizione: |    |                      |     |     |
| P               | 30 | Dennis Gentenaar     |     |     |
| D               | 2  | John Heitinga        |     | 46’ |
| D               | 22 | Zdeněk Grygera       |     |     |
| C               | 6  | Hedwiges Maduro      | 73’ | 46’ |
| C               | 15 | Olaf Lindenbergh     |     |     |
| C               | 16 | Tom De Mul           |     |     |
| A               | 11 | Kenneth Perez        |     | 68’ |
| Allenatore:     |    |                      |     |     |
| Henk ten Cate   |    |                      |     |     |

| PSV:            |    |                            |     |     |
|                 |    |                            |     |     |
| P               | 21 | Oscar Moens                |     |     |
| D               | 19 | Michael Lamey              |     |     |
| D               | 4  | Alex                       |     |     |
| D               | 6  | Timmy Simons               | 45’ |     |
| D               | 23 | Carlos Salcido             |     |     |
| C               | 7  | Mika Väyrynen              |     | 70’ |
| C               | 8  | Phillip Cocu (c)           | 51’ | 78’ |
| C               | 16 | Ismaïl Aissati             |     | 82’ |
| A               | 17 | Jefferson Farfán           |     |     |
| A               | 9  | Jan Vennegoor of Hesselink |     |     |
| A               | 10 | Arouna Koné                |     |     |
| A disposizione: |    |                            |     |     |
| P               | 31 | Ruud Boffin                |     |     |
| D               | 3  | Michael Reiziger           |     |     |
| D               | 14 | Manuel da Costa            |     |     |
| D               | 18 | Eric Addo                  |     | 78’ |
| C               | 22 | Csaba Fehér                |     | 70’ |
| A               | 24 | Lee Nguyen                 |     | 82’ |
| A               | 33 | Roy Beerens                |     |     |
| Allenatore:     |    |                            |     |     |
| Ronald Koeman   |    |                            |     |     |